# Föreningen Sveriges Järnvägsindustrier
Föreningen Sveriges Järnvägsindustrier (mer känd som Swedtrain) är en ideell förening, Branschorganisation, som samlar den svenska järnvägsindustrin samt relevant akademi. Swedtrain beskriver att de "arbetar för en långsiktig och hållbar utveckling av järnvägsindustrin där våra medlemmar bidrar med innovation, kompetens och teknik i framkant."
Bland medlemmarna finns förutom företag även akademi. 
Swedtrain är sedan länge engagerade i att driva frågor om järnvägsteknik och men driver även branschens konferenser Järnvägsdagen och Train & Rail. 

## Medlemmar[8]
Bland medlemsföretagen finns både internationella tillverkande industribolag som Alstom, Hitachi (företag), Siemens Mobility, Stadler Rail, underhållare som Euromaint, så väl globala som mindre konsultbolag samt en mängd nischade startups. 

## Företrädare

### Generalsekreterare
- 2023- Anne Geitmann
- 2020-2023 Gabriel Modéus[9]
- 2014-2020 Pia Lagerlöf[10]
- 2006-2014 Magnus Davidsson

### Ordförande
- 2016- Björn Asplund[11]
- 2016 Per Öster[12]
- 2008-2016 Klas Wåhlberg
- ? - 2008 Tomas Andersson